# نورمان ستيرلينغ
نورمان ستيرلينغ هو سياسي كندي، ولد في 19 فبراير 1942 في أوتاوا في كندا. حزبياً، نشط في حزب أونتاريو المحافظ التقدمي. وقد انتخب عضو برلمان مقاطعة أونتاريو.